# Lucilia problematica
Lucilia problematica este o specie de muște din genul Lucilia, familia Calliphoridae, descrisă de Johnson în anul 1913. Conform Catalogue of Life specia Lucilia problematica nu are subspecii cunoscute.